# 夏尔·罗日耶

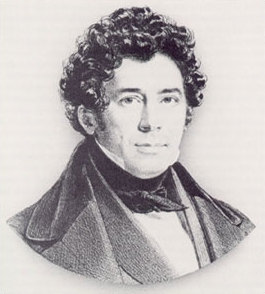

夏尔·拉图尔·罗日耶（法語：Charles Latour Rogier，法語發音：[ʃaʁl latuʁ ʁɔʒje]；1800年8月17日—1885年5月27日），比利时政治家、外交家，比利时革命领导人，曾两度担任比利时首相。夏尔·罗日耶生于法国北部埃纳省的圣康坦镇，父亲是法军士兵，在1812年的俄法战争中死于俄国，全家迁往列日居住，因为他的长兄菲尔曼（Firmin）在列日执教。学习法律,并被接纳进入律师工会，他和约塞夫·勒博（Joseph Lebeau）成为很好的朋友，并在1824年创建了《Mathieu Laensberg》期刊，积极投身于反对荷兰对比利时的统治的运动之中。
1830年8月比利时人在布鲁塞尔发动暴动，罗日耶和150名列日居民前往布鲁塞尔参与，并成为革命的领导者。10月，他成为临时政府的成员。1831年6月，利奥波德一世成为比利时国王后，罗日耶被任命为安特卫普首长。后来罗日耶于1847年-1852年和1857-1868年两次出任比利时首相。在他1832-1834年他首相兼任内务部长期间，他建立了比利时的铁路体系。1840-1841年他担任公共事务和教育部长，1861-1868年他兼任外交部长。

## 參看
- 比利时首相列表

## 出版物
- Descailles, Charles Rogier, 1800-85 (Brussels, 1896)